# Ndre Mjeda
Compléments
Mjeda était membre du groupe promoteur de l'unification de la langue albanaise
Ndre Mjeda, né le 2 novembre 1866 à Shkodër (Albanie) et y décédé le 1er aout 1937, est un prêtre catholique albanais, écrivain et poète de renom.

## Éléments de biographie
Né à Shkodër (anciennement 'Scutari') Mjeda y reçoit sa première éducation au collège jésuite de la ville. De 1880 à 1887 Mjeda étudie la littérature à la Chartreuse de Porta Coeli, à Valence, en Espagne, et ensuite la rhétorique, le latin et l’italien dans un collège jésuite de Croatie.  Encore étudiant, Mjeda se met à composer des poèmes. Parmi ses plus célèbres poèmes le ‘’Vaji i Bylbylit’’ (‘Lamentation du rossignol)  date de 1887. Il reconnait l’influence d’Anton Xanoni, un écrivain jésuite, et du poète franciscain, Leonardo De Martino.
De 1887 à 1891 Mjeda enseigne la musique au collège Marco Girolamo Vida de Crémone, en Italie, et traduit plusieurs ouvrages religieux. Il publie Jeta e sceitit sc' Gnon Berchmans (la vie de saint Jean Berchmans), peu après la canonisation du jeune jésuite belge (1888) et T' perghjamit e Zojs Bekume (Imitation de la Sainte Vierge) (1892), une traduction de l'espagnol, Katekizmi i Madh (le grand catéchisme), et une autre traduction : Historia Shejtë (Histoire Sainte).
Mjeda plus tard étudie la théologie au théologat des Jésuites à Cracovie, en Pologne. Il y enseigne en même temps la philosophie et philologie. Bibliothécaire au collège grégorien à Kraljevica en Croatie (anciennement 'Porto Re') il y est également professeur de logique et de métaphysique. En 1898, il en est expulsé par suite du conflit entre l'Empire austro-hongrois et le Saint-Siège.

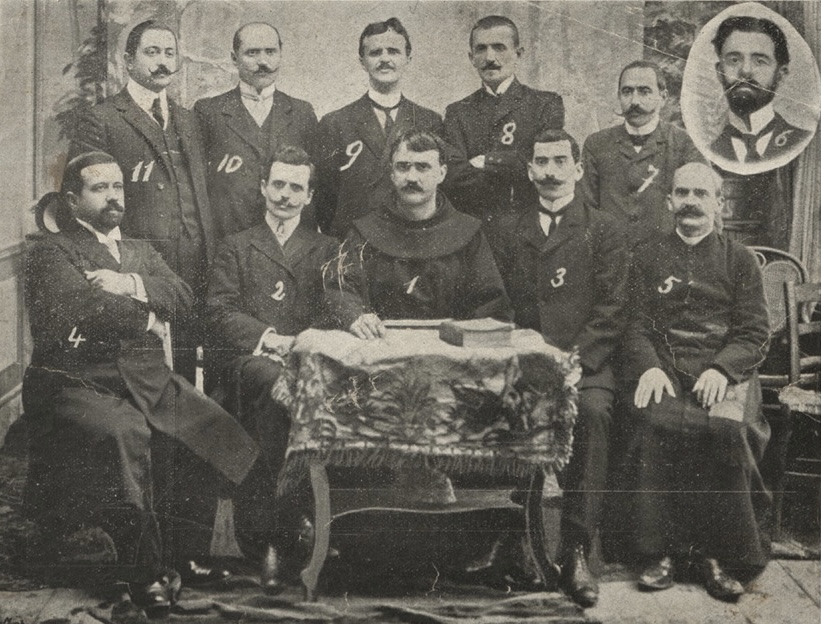
Les membres de la 'commission de l'alphabet' de Monastir: à l'extrême droite du premier rang, au n°5: Ndre Mjeda.

À partir des premières années du XXe siècle Mjeda se donne à l’écriture et littérature albanaise et participe à l'important Congrès de Monastir (8 novembre 1908) qui unifiant et stabilisant l'alphabet de la langue donna une forte impulsion à la littérature albanaise moderne. Il se consacre à une œuvre poétique basée sur l’antique civilisation illyrienne. Il est membre de la Commission littéraire, à Shkodër, sous l'administration de l'empire d'Autriche-Hongrie. De 1920 à 1924 il est député à l'Assemblée nationale de la principauté d'Albanie. Il quitte la vie politique après la défaite du projet politique de l’évêque orthodoxe Fan Noli et la montée de la dictature du roi Zog.
Ndre Mjeda se retire dans le village de Kukël dont il est nommé curé. À partir de 1930 il enseigne la littérature et langue albanaise au collège jésuite à Shkodër où il avait lui-même étudié dans sa jeunesse. Il y meurt le 1er août 1937.